# Auto-assemblage
 (janvier 2012).
La forme ressemble trop à un extrait de cours et nécessite une réécriture afin de correspondre aux standards de Wikipédia.

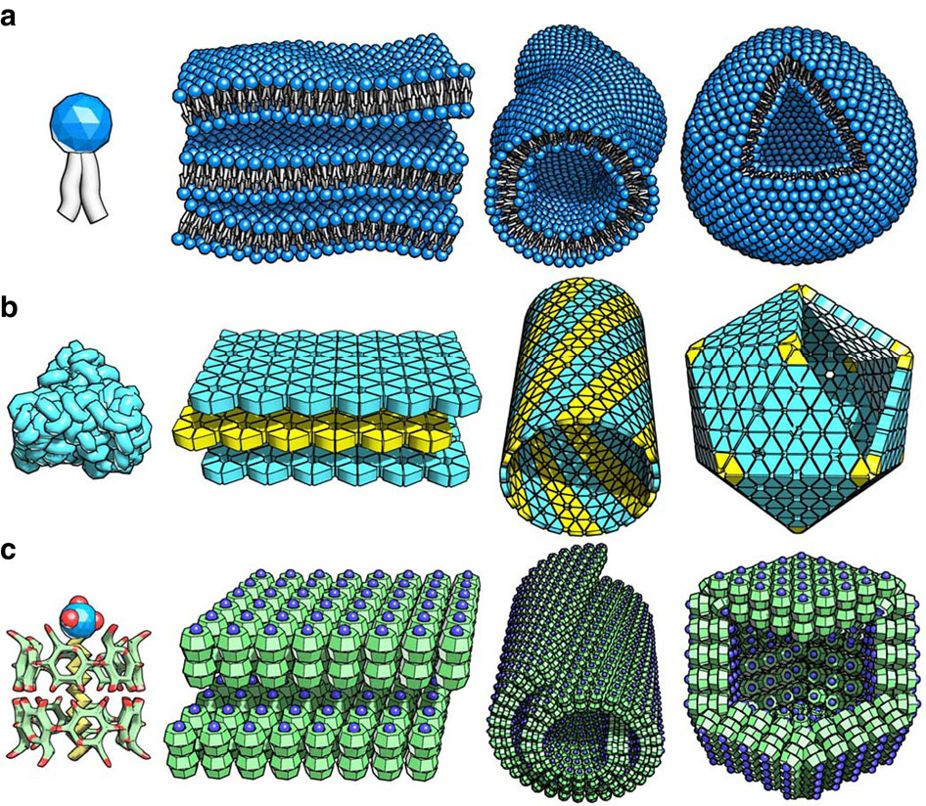
Vue stylisée d'auto-assemblages de lipides et de protéines.

L’auto-assemblage, parfois rapproché de l'auto-organisation, désigne les procédés par lesquels un système désorganisé de composants élémentaires s'assemble et s'organise de façon spontanée et autonome, à la suite d'interactions spécifiques et locales entre ces composants. On parle d'auto-assemblage moléculaire lorsque les composants en question sont des molécules, mais l'auto-assemblage s'observe à différentes échelles, des molécules à la formation du système solaire et des galaxies en passant par l'échelle nanométrique. Les formations météorologiques, les systèmes planétaires, l'histogenèse et les monocouches de molécules auto-assemblées sont autant d'exemples du phénomène d'auto-assemblage.
Il s'agit donc d'un procédé réversible dans lequel des parties préexistantes ou des composantes désordonnées d’un système préexistant forment des structures avec un plus haut degré d’organisation. L'auto-assemblage peut être classé comme étant statique ou dynamique. Si l'état ordonné du système se produit lorsqu'il est en équilibre et ne dissipe pas d'énergie, on dit que l'auto-assemblage est statique. Inversement, si l'état ordonné nécessite la dissipation d'énergie, on parle alors d'auto-assemblage dynamique. 

## Auto-assemblage moléculaire
L'auto-assemblage moléculaire est le phénomène par lequel des molécules forment par elles-mêmes des structures avec un haut degré d'organisation sans intervention externe : c'est comme si certaines molécules possédaient entre elles des affinités si fortes qu'elles s'assembleraient d'elles-mêmes.
On distingue deux types d’auto-assemblage, intramoléculaire et intermoléculaire — quoique parfois, dans la littérature, ce terme fait seulement référence à l'auto-assemblage intermoléculaire. L'auto-assemblage intramoléculaire produit souvent des polymères complexes qui ont la possibilité d'adopter une conformation de structure stable et bien définie (structures secondaire et tertiaire). Le repliement des protéines est un bon exemple de ce phénomène. Quant à l'auto-assemblage intermoléculaire, il s'agit de la capacité que certaines molécules ont pour former des assemblages supramoléculaires (structure quaternaire). Un exemple simple de ce phénomène est la formation d'une micelle par des molécules surfactantes dans une solution. Ou encore, des oligothiophènes dissous dans un solvant semi-polaire sont désordonnés, mais en abaissant la température en dessous d'une certaine température de transition, ils s'auto-assemblent en agrégats par des liaisons de type van der Waals de forme chirale (hélice).
L'auto-assemblage peut se produire spontanément dans la nature, par exemple dans les cellules (où la membrane est faite d'une double couche lipidique auto-assemblée) et d'autres systèmes biologiques, tout comme dans les systèmes créés par l'homme. Il en résulte généralement une augmentation de l'organisation interne du système. Les systèmes biologiques auto-assemblés, incluant les peptides synthétiques auto-assemblés et d'autres biomatériaux, montrent une plus grande facilité de manipulation, de biocompatibilité et de fonctionnalité. Ces avantages sont dus directement à l'auto-assemblage à partir de précurseurs biocompatibles qui créent des biomatériaux synthétisés à l'échelle nanométrique.
De même, l'auto-assemblage est une méthode pour fabriquer des objets de taille nanométrique. En synthétisant des molécules pouvant s'auto-assembler en structures supramoléculaires, il est possible de créer des nanomatériaux sur mesure avec une relative facilité de fabrication. La structure finale (désirée) est « encodée » dans la forme et les propriétés des molécules utilisées pour former, morceau par morceau, ladite structure. Cette approche est dite bottom-up (bas en haut) car on construit quelque chose de grand à partir de plus petits fragments. Cette technique s'oppose à la stratégie top-down (haut en bas) comme la lithographie, où la structure finale est sculptée dans un plus gros bloc de matière.
L'auto-assemblage trouve son application notamment avec les semi-conducteurs organiques, où un haut degré d'organisation offre des caractéristiques souhaitables pour de tels matériaux, par exemple un meilleur transport de charge. Les microprocesseurs du futur pourraient également être fabriqués par auto-assemblage moléculaire.

## Application dans la fabrication de composants pour la nano-informatique
Les propriétés physiques des nanotubes de carbone sont très intéressantes pour la mise en œuvre de nouveaux composants électroniques (transistors, diodes, cellules mémoire, portes logiques, etc.)
Généralement, les transistors à base de nanotubes sont réalisés à partir de nanotubes déposés aléatoirement sur une surface, repérés un par un par microscopie à force atomique (AFM), puis connectés. Une nouvelle voie plus prometteuse s'appuie sur l'auto-assemblage à l'échelle nanométrique. Elle consiste à prédéfinir les zones où les nanotubes vont se déposer, puis à connecter ces zones : le repérage par microscopie n'est plus nécessaire, les nanotubes sont pré-organisés.